# 多倫多 (堪薩斯州)
多倫多（英語：Toronto）是一個位於美國堪薩斯州伍德森縣的城市。

## 地方資料
根據2020年美國人口普查的數據，多倫多的面積為0.94平方千米，當中陸地面積為0.94平方千米，而水域面積為0.00平方千米。當地共有人口206人，而人口密度為每平方千米219.15人。